# Vitor Belfort
Vítor Belfort (Rio de Janeiro, 1 april 1977) is een Braziliaans MMA-vechter en jiujitsuka. Hij was in 2004 zeven maanden wereldkampioen lichtzwaargewicht (tot 93 kilo) bij de UFC. Belfort heeft ook onder de vlag van onder meer PRIDE gevochten en kwam ook uit in de gewichtsklassen zwaargewicht (93+ kilo) en middengewicht (tot 84 kilo).
Belfort werd op 31 januari 2004 UFC-wereldkampioen lichtzwaargewicht door een technische knock-out op titelverdediger Randy Couture. Het gevecht werd die dag na 49 seconden in de eerste ronde gestopt. Kort daarop werd bekend dat zijn zus, die al enige tijd vermist was, was vermoord. Belforts volgende gevecht was een rematch met Couture, waarin die zijn titel terug won. Ditmaal werd het gevecht na drie ronden gestopt, maar nu in het voordeel van de Amerikaan.
Belfort testte op 21 oktober 2006 positief op het gebruik van doping. Deze dopingtest werd afgenomen nadat hij een gevecht verloor van Dan Henderson. Het testte positief op het middel 4-hydroxytestosteron. Ondanks verklaringen van artsen dat zij het middel hadden toegediend na een operatie, kreeg Belfort een boete van 10.000 dollar en een schorsing van negen maanden opgelegd.